# Kiro Stojanov
Kiro Stojanov (Radovo, 9 aprile 1959) è un vescovo cattolico macedone, dal 20 luglio 2005 vescovo di Skopje e dal 31 maggio 2018 eparca della Beata Maria Vergine Assunta in Strumica-Skopje.

## Biografia
Stojanov è nato a Radovo, un villaggio della municipalità di Bosilovo. 
Il 6 aprile 1986 è stato ordinato presbitero. 

### Ministero episcopale
Il 4 gennaio 1999 è stato nominato vescovo ausiliare di Skopje e vescovo titolare di Centuriones; ha ricevuto la consacrazione episcopale il 1º maggio 1999. 
Nel 2003 è entrato nel Sovrano Militare Ordine di Malta. 
Il 20 luglio 2005 è stato nominato vescovo di Skopje ed esarca della Chiesa greco-cattolica macedone. Il 31 maggio 2018, a seguito della trasformazione dell'esarcato in eparchia, è diventato titolare dell'eparchia della Beata Maria Vergine Assunta in Strumica-Skopje.

## Genealogia episcopale
La genealogia episcopale è:
- Patriarca Geremia II Tranos
- Arcivescovo Michal Rahoza
- Arcivescovo Hipacy Pociej
- Arcivescovo Iosif Rucki
- Arcivescovo Antin Selava
- Arcivescovo Havryil Kolenda
- Arcivescovo Kyprian Žochovs'kyj
- Arcivescovo Lev Zaleski
- Arcivescovo Jurij Vynnyc'kyj
- Arcivescovo Luka Lev Kiszka
- Vescovo György Bizánczy
- Vescovo Inocențiu Micu-Klein, O.S.B.M.
- Vescovo Mihály Emánuel Olsavszky, O.S.B.M.
- Vescovo Vasilije Božičković, O.S.B.M.
- Vescovo Grigore Maior, O.S.B.M.
- Vescovo Ioan Bob
- Vescovo Samuel Vulcan
- Vescovo Ioan Lemeni
- Arcivescovo Spyrydon Lytvynovyč
- Arcivescovo Josyf Sembratowicz
- Cardinale Sylwester Sembratowicz
- Arcivescovo Julian Kuiłovskyi
- Arcivescovo Andrej Szeptycki, O.S.B.M.
- Arcivescovo Ivan Bučko
- Arcivescovo Myroslav Marusyn
- Vescovo Kiro Stojanov